# Hanns Klatz
Hanns Klatz  (* 13. März 1914; † 30. März 2009) war ein deutscher Redakteur. 
Klatz war als Mitglied der Hochschulgilde Freischar Prag zu Regensburg eines der Gründungsmitglieder der Deutschen Gildenschaft zu ihrer Neugründung nach dem Zweiten Weltkrieg im Jahr 1958 und zeitweise ihr Vorsitzender. Von 1959 bis 1989 war er Chefredakteur der Blätter der Deutschen Gildenschaft. Der rechtskonservativen Zeitschrift Criticón diente Klatz als ständiger Mitarbeiter.